# 波之利大黒天
波之利大黒天（はしりだいこくてん）は、栃木県日光市に伝わる大黒天で、勝道上人が日光山を開く過程や、足尾の名称の由来など、日光地方の起源に登場する神のひとつである。
「波之利」の名称の由来には、勝道上人が日光開山を祈願した折、大黒天が中禅寺湖の波の上に現れて勝道の願いを叶えたことに由来するといわれている。

## 伝承
波之利大黒天は日光に伝わる以下の説話に登場し、それぞれ中禅寺ないし宝増寺の大黒天像、および足尾の渡良瀬川橋梁（大黒橋）袂の大黒様として祭祀されている。

### 中禅寺湖の大黒天
勝道上人が男体山登頂を祈願した際、中禅寺湖の波の上に大黒天が現れ、事が成就したことから、勝道が湖畔に大黒天を祀ったとされる。現在の日光山輪王寺別院宝増寺、同中禅寺に伝わる大黒天像の由来である。

### 足尾の大黒天
毎年穂をくわえて日光中宮祠に現れる白ネズミはどこから来るのか、これを確かめるために勝道上人がこの白ネズミの足に紐（緒）を結わえて放ったところ、現在の足尾の村落に至ったことから、それ以来この村落を「足緒」と呼ぶようになり、白ネズミが入った洞穴を修験の場に選び大黒天とネズミを祀ったという。足尾の名称と、渡良瀬川橋梁（大黒橋）の袂に祀られる大黒様の由来である。